# Rapport sur Bruno
Rapport sur Bruno (titre original allemand : Bericht über Bruno) est un roman de Joseph Breitbach, paru en 1962 chez Insel; une traduction française est parue chez Gallimard en 1964,.

## Synopsis
Le roman est le rapport d'un homme d'affaires et politicien libéral sur son petit-fils Bruno Collignon. Dans son inimitié avec son grand-père, il réussit à faire démissionner le ministre de l'Intérieur. Le rapport relate l'enfance et la maturité de Bruno Collignon. Né de l'union de la fille de l'auteur, le petit-fils est retiré à sa mère après qu'elle est tombée dans la toxicomanie à la suite de l'échec de son mariage et remis à ses grands-parents qui habitent le château du Belvédère. Le château est la propriété de la société de produits chimiques, qui est dirigé par le grand-père. Il est le siège de la famille noble, dont le descendant direct est l'entrepreneur (le baron). Par ailleurs, le baron est un homme politique d'importance nationale, il a été membre de divers gouvernements. (Le pays de la fiction a pour modèle les Pays-Bas.)
Selon le rapport de son grand-père, Bruno est un garçon très intelligent, volontaire et calculateur. La relation entre le grand-père et le petit-fils est glaciale, mais dominée par le désir mutuel d'affection et d'approbation. La relation de Bruno avec ses parents est également difficile. Bruno croit que sa mère ne peut pas lui rendre visite, car son grand-père le lui interdit, et cherche à braver cette interdiction. Son père vit à Paris et reçoit Bruno de temps en temps. Comme il n'a pas le droit à de l'argent de poche, il s'en fait en vendant des objets du château. Lors d'une visite à son père, Bruno est arrêté, le père se sépare de lui.
Le rapport continue sur le développement moral de Bruno, lorsqu'on espère qu'il va s'améliorer grâce à un éducateur, Rysselgeert. Il gagne la confiance de Bruno, même si l'adulte reste méfiant. Breitbach dessine au lecteur un souvenir de Rysselgeert, une relation amoureuse avec un homme, Max Jans, fils d'un dirigeant syndical. De même, il est sous-entendu une relation du grand-père, veuf, avec une femme.
Le roman décrit, à travers une relation homosexuelle et une union illégitime d'un notable et homme politique, la morale au début des années 1960 et la situation juridique sur la sexualité. Il suscite la polémique contre le conservatisme et la liberté sexuelle limitée par la loi, comme le paragraphe 175.
Une autre dimension du roman est la Guerre froide. La reine-mère veut se rendre en Union Soviétique. Le rapporteur en tant que président du Parti libéral, sert de médiateur entre le ministre des Affaires étrangères socialiste, un de ses amis, et la reine-mère. Dans le même temps, ce ministre abhorre le système communiste. Il représente le moyen par lequel Breitbach explique sa détestation du régime soviétique.
Elle est encore plus claire, lorsque l'entrepreneur, devenu ministre de l'Intérieur, organise un harcèlement contre l'ambassadeur soviétique. Le gouvernement voit l'accord commercial avec l'Union soviétique compromis. Cependant l'ambassadeur, plutôt discret, ne suscite pas de vague. Lorsque l'espionnage est révélé, on demande la démission du ministre de l'intérieur.
Après son service militaire, Bruno s'oppose politiquement à son grand-père. La coalition de socialistes et les libéraux veut réformer fondamentalement les lois douanières du pays. Le plus important journal national et l'Église catholique s'y opposent. Ici, le roman a un rythme nettement plus élevé et développe une tension correspondant à un roman policier.
En plein centre de la campagne médiatique qui révèle de nombreuses affaires, Rysselgeert (devenu secrétaire d'État au ministère des Affaires étrangères) et Jans (chef de cabinet du ministre de l'Intérieur) se tuent. Malgré un discours enflammé, le ministre de l'Intérieur (le grand-père) ne convainc pas le Parlement qui rejette sa loi, et démissionne. Peu de temps après, Bruno Collignon se porte candidat pour un siège au parlement et milite pour l'abolition de la monarchie. Son grand-père, qui continue de représenter les libéraux en tant que député, craint que son petit-fils remette la constitution démocratique en question et établit une comparaison minutieuse entre lui et l'arrivée d'Adolf Hitler au pouvoir en Allemagne. Il s'agit de l'une des raisons du grand-père, homme politique et d'affaires, qui a poussé à écrire un « Rapport sur Bruno ».